# Barbro Kollberg
Barbro Kollberg est une actrice suédoise, née le 27 décembre 1917 à Eskilstuna et morte le 6 mars 2014 à Stockholm.

## Filmographie
- 1939 : I dag börjar livet : danseuse
- 1940 : Hjältar i gult och blått : Louise Delmer
- 1940 : Karl för sin hatt : Barbro (non créditée)
- 1940 : Hans nåds testamente : Blenda
- 1941 : I natt – eller aldrig de Gustaf Molander : Eva Hedman
- 1941 : Hem från Babylon : Gunborg
- 1942 : Gula kliniken : Irma Svensson
- 1942 : Tre skojiga skojare : Rut Brådhe
- 1942 : Stinsen på Lyckås : Inger
- 1943 : Kungsgatan : Marta
- 1944 : En dotter född : Inger Padius
- 1944 : Som folk är mest : Inga Larsson
- 1945 : Lidelse : Inga
- 1945 : Flickor i hamn : Lisbeth
- 1946 : Il pleut sur notre amour (Det regnar på vår kärlek) d'Ingmar Bergman : Maggi
- 1947 : Jagad : Maj Högberg
- 1951 : Herzen im Sturm : Freya
- 1957 : Lille Fridolf blir morfar : Agnes
- 1963 : Den gula bilen : Maria Engström
- 1963 : Un dimanche de septembre : la mère de Birgitta
- 1976 : Engeln II (mini-série télévisée) : Maja (épisode Förfalskaren)
- 1979 : Charlotte Löwensköld : la mère de Per-Ers
- 1979 : Mor gifter sig (mini-série télévisée) : la femme du marchand
- 1981 : Pappa och himlen (film TV)
- 1984 : Tryggare kan ingen vara (film TV) : Mamman
- 1991 : Les meilleures intentions (mini-série télévisée) : Gertrud Tallrot
- 1992 : Första kärleken (mini-série télévisée) : la grand-mère d'Anders
- 1992 : Les Meilleures Intentions : Gertrud Tallrot
- 1993 : Chefen fru Ingeborg (film TV) : Marie
- 1995 : Tag ditt liv : Signe Dahlman
- 1995 : Stannar du så springer jag : femme au café
- 1997 : Irma & Gerd (série télévisée) : vieille femme
- 1997 : Persons parfymeri (série télévisée) : cliente (épisode Tre hittar en tjej)
- 1997 : Snoken (série télévisée) : Ella (épisode Gränsfall)
- 1997 : Ogifta par - En film som skiljer sig : Damen i trappan
- 1997 : Tic Tac : Edith
- 1997 : Svensson Svensson - Filmen : tante Greta
- 1999 : Ett litet rött paket (série télévisée) : Mormor (épisode Tredje gången gillt)
- 2001 : Secrets de famille : Asta
- 2001 : Kattbreven : Rut
- 2002 : Skeppsholmen (série télévisée) : Sigrid
- 2003 : Cleo (série télévisée) : la mère de Cleo
- 2004 : Så som i himmelen : Olga
- 2006 : Mästerverket (mini-série télévisée) : Gunvor